# Thomas Highgate
Soldado Thomas James Highgate (Shoreham, Kent, 13 de maio de 1895 - Tournan-en-Brie, France, 8 de setembro de 1914) foi um soldado britânico durante os primeiros dias da Primeira Guerra Mundial, e o primeiro soldado britânico a ser condenado por deserção e executado durante essa guerra. Perdões póstumos para mais de 300 desses soldados foram anunciados em agosto de 2006, incluindo Highgate.